# مونیک بیلینگز
مونیک بیلینگز (انگلیسی: Monique Billings؛ زادهٔ ۲ مهٔ ۱۹۹۶) بازیکن بسکتبال اهل ایالات متحده آمریکا است.
از باشگاه‌هایی که در آن بازی کرده‌است می‌توان به آتلانتا دریم اشاره کرد.